# استفان آباس
استفان آباس (انگلیسی: Stephen Abas; ۱۲ ژانویهٔ ۱۹۷۸) کشتی‌گیر اهل ایالات متحده آمریکا بود.